# PLD Space
PLD Space est une entreprise espagnole développant des fusées réutilisables. Actuellement, l'entreprise conçoit deux lanceurs : la fusée sonde Miura 1 et le petit lanceur Miura 5.

## Histoire

### Développement de l'entreprise

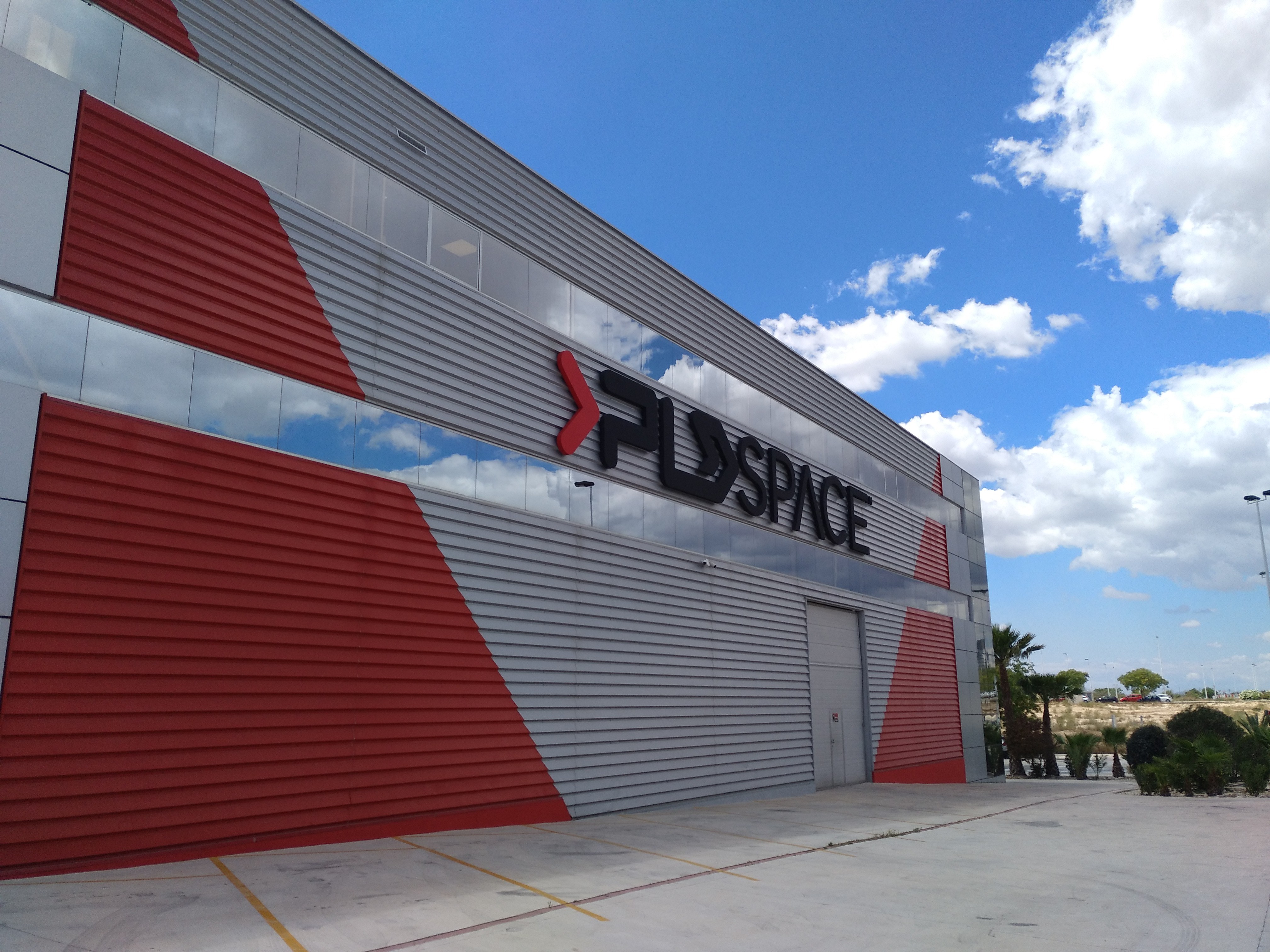
Siège social de PLD Space à Elche, Alicante.

PLD Space est fondée en 2011 par Raúl Torres et Raúl Verdú à Elche (Espagne) et a évolué jusqu'à atteindre un effectif de 40 employés en 2018. En Août 2017, le siège social de PLD Space rejoint le parc d'activités de Elche où la fusée Miura 1 sera assemblée.
Depuis 2014, l'entreprise opère son propre banc de tests pour moteur-fusée, basé à l'aéroport de Teruel (Espagne). PLD Space y a déjà accompli avec succès les premiers tests de son moteur fusée à propulsion liquide le 1er juillet 2015. Cet événement marque le tout premier test de moteur fusée liquide testé par l'Espagne mais également la première fois qu'une entreprise privée européenne développe son propre moteur et le teste dans ses propres locaux. Aujourd'hui, l'objectif de PLD Space est de faire évoluer ce centre de tests en ajoutant un banc vertical afin de qualifier la totalité de la fusée sonde Miura 1.

### Investissements

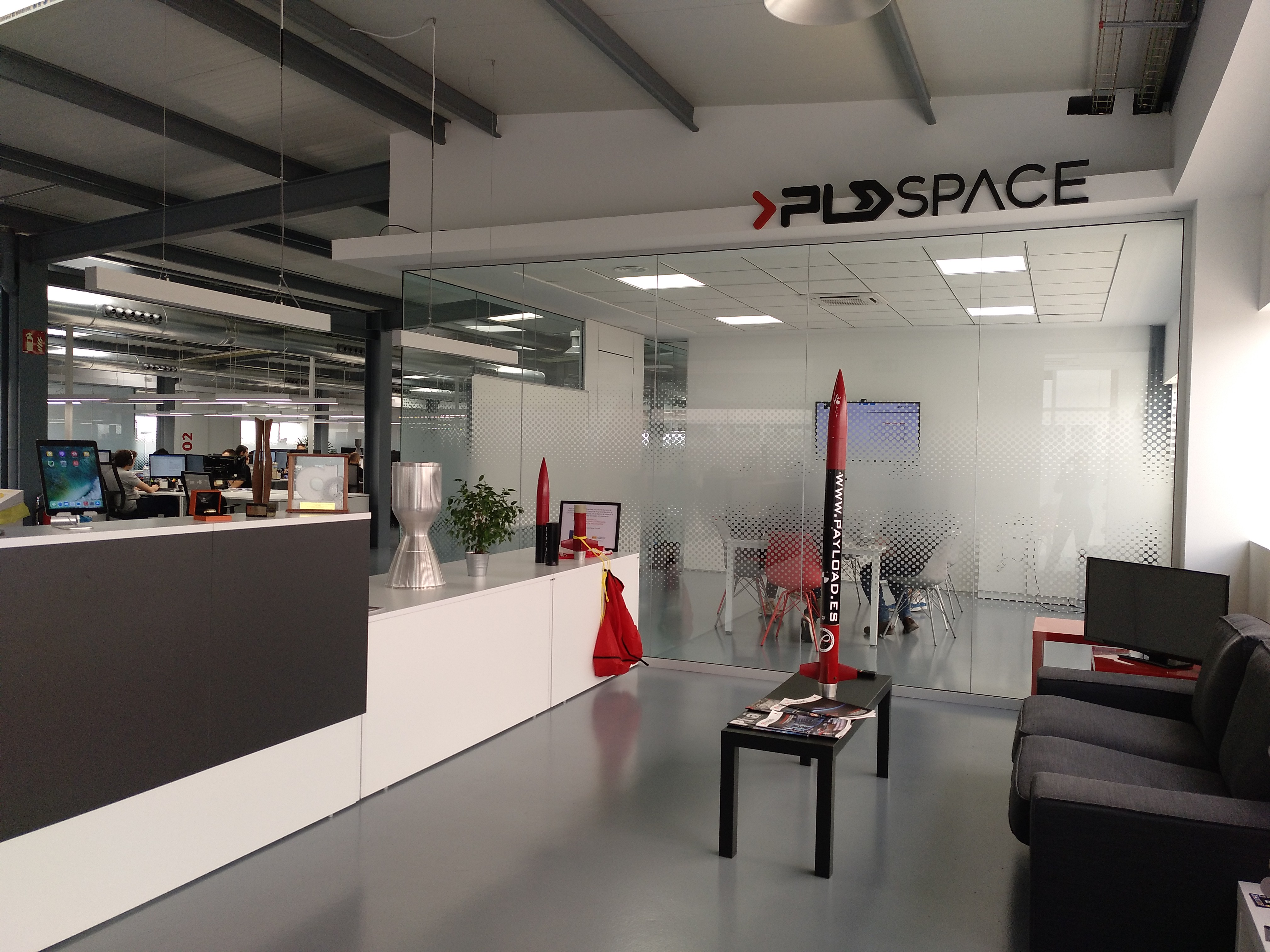
PLD space, réception.

L'entreprise est fondée grâce à plusieurs séries d'investissements provenant de fonds publics et privés. En 2018, PLD Space compte près de 10 millions de dollars d'investissements.
En 2013, le premier tour d'investissement se clôture avec près de 1.6 million de dollars, incluant un capital de départ apporté par le gouvernement espagnol via le Centre de développement industriel et technologique (CDTI).
PLD Space confirme également un premier contrat commercial en tant que partenaire du projet SMILE (« Small Innovative Launcher for Europe », Petit Lanceur Innovant pour l'Europe) aux côtés de la Commission européenne et de l'Agence Spatiale Allemande (DLR) en décembre 2015. L'entreprise est responsable des tests des moteurs-fusées liquide du DLR, tests réalisés au centre de test de Teruel,.
En avril 2016, PLD Space a sécurisé 1,56 million de dollars du programme espagnol TEPREL, programme de moteur-fusée réutilisable,. Le programme TEPREL (Technologie Espagnole de Propulsion Réutilisable pour Lanceur) soutient PLD Space dans le développement de son moteur à propulsion liquide, le premier moteur espagnol, promouvant l'industrie du petit satellite en Europe. Ce projet permettra également à PLD Space de posséder un moteur-fusée de 35 kN qualifié pour le vol.
En octobre 2016, l'Agence spatiale européenne a sélectionné PLD Space en tant que maître d'œuvre du projet LPSR (« Liquid Propulsion Stage Recovery », Propulsion liquide pour étage réutilisable) du programme FLPP (« Future Launcher Preparatory Program », Programme Préparatoire des Futurs Lanceurs). L'objectif de ce projet est d'élaborer une stratégie permettant de récupérer le premier étage d'un lanceur, le rendant ainsi réutilisable avec une perceptive d'investissements de 800 000 dollars. Lors du second tour d'investissements, clôt en janvier 2017, l'entreprise a sécurisé 7,1 million de dollars dont 3,2 million grâce à la contribution de l'entreprise GMV. En effet, GMV joue un rôle essentiel dans le développement de l'avionique des fusées Miura 1 et Miura 5, incluant le Guidage, la Navigation et le Pilotage (GNC), la télémétrie ainsi que l'ordinateur de bord des deux lanceurs.
PLD Space a également reçu 2,34 millions de dollars en janvier 2018 de la Commission Européenne des Petites et Moyennes Entreprises (SME Phase 2), inclus dans le programme Horizon 2020 de l'Union européenne, pour la recherche et l'innovation.
En février 2018, PLD Space a été l'une des 5 premières entreprises choisies par l'ESA pour réaliser une étude de faisabilité proposant un lanceur autonome et compétitif. Pour cela, l'entreprise a reçu une subvention de 368 000 dollars, seule PME récompensée par ce contrat,. De plus, l'entreprise a clos un troisième tour d'investissements en mai 2018 permettant de sécuriser dix millions de dollars.
En décembre 2018, PLD Space est l'entreprise sélectionnée par l'ESA pour recevoir une aide au développement de son lanceur Miura 5 parmi cinq autres sociétés européennes.

## Moteur-fusée
PLD Space développe un moteur-fusée à propulsion liquide qui sera utilisé sur ses deux véhicules. Le moteur TEPREL, nommé ainsi à cause du programme finançant son développement, utilise le mélange d'ergols kérosène et oxygène liquide. À l'heure actuelle, plusieurs versions du moteur sont destinées à équiper Miura 1 et ont été développées et testées par l'entreprise dans ses locaux de Teruel.

### TEPREL-DEMO

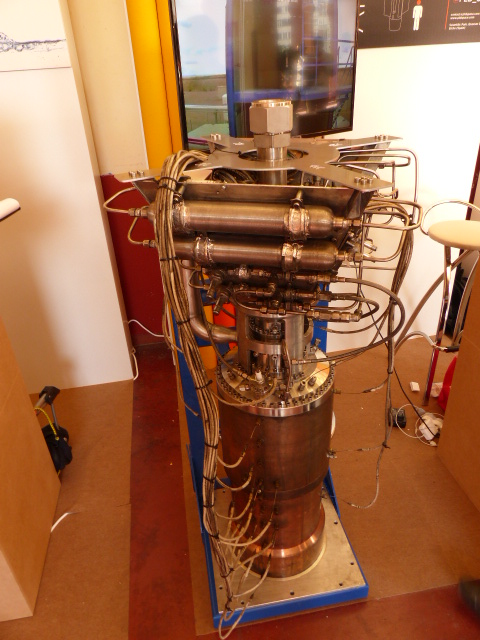
Moteur 1 TEPREL-DEMO.

Le moteur TEPREL-DEMO a été testé en 2015. Ce moteur est un modèle calorimétrique destiné à démontrer la stabilité de combustion ainsi qu'à récupérer les données des séquences d'allumage et d'extinction, les pressions et les températures le long du moteur, la poussée et les débits massiques des deux ergols pour différents profils de poussée. De plus, le moteur a servi à tester tous les composants associés ainsi que le logiciel de bord au centre de tests de PLD Space. Le moteur est capable de produire une poussée de 28 kN au niveau de la mer,.

### TEPREL-A
En plus du moteur TEPREL-A, testé pour la première fois en 2017, l'entreprise possède plusieurs versions améliorées incluant une géométrie d'injecteur optimisée et un circuit régénératif. Les futures versions seront mises à feu durant 2 minutes, correspondant à la durée nominale de fonctionnement pour un vol suborbital de Miura 1. Au niveau de la mer, le moteur peut produire une poussée de 32 kN,.

### TEPREL-B
TEPREL-B est la première version de vol du moteur TEPREL. Plusieurs améliorations ont déjà été mises en œuvre afin de réduire la masse globale du moteur. De plus, cette version est équipée d'un système de contrôle du vecteur poussée.

### TEPREL-C

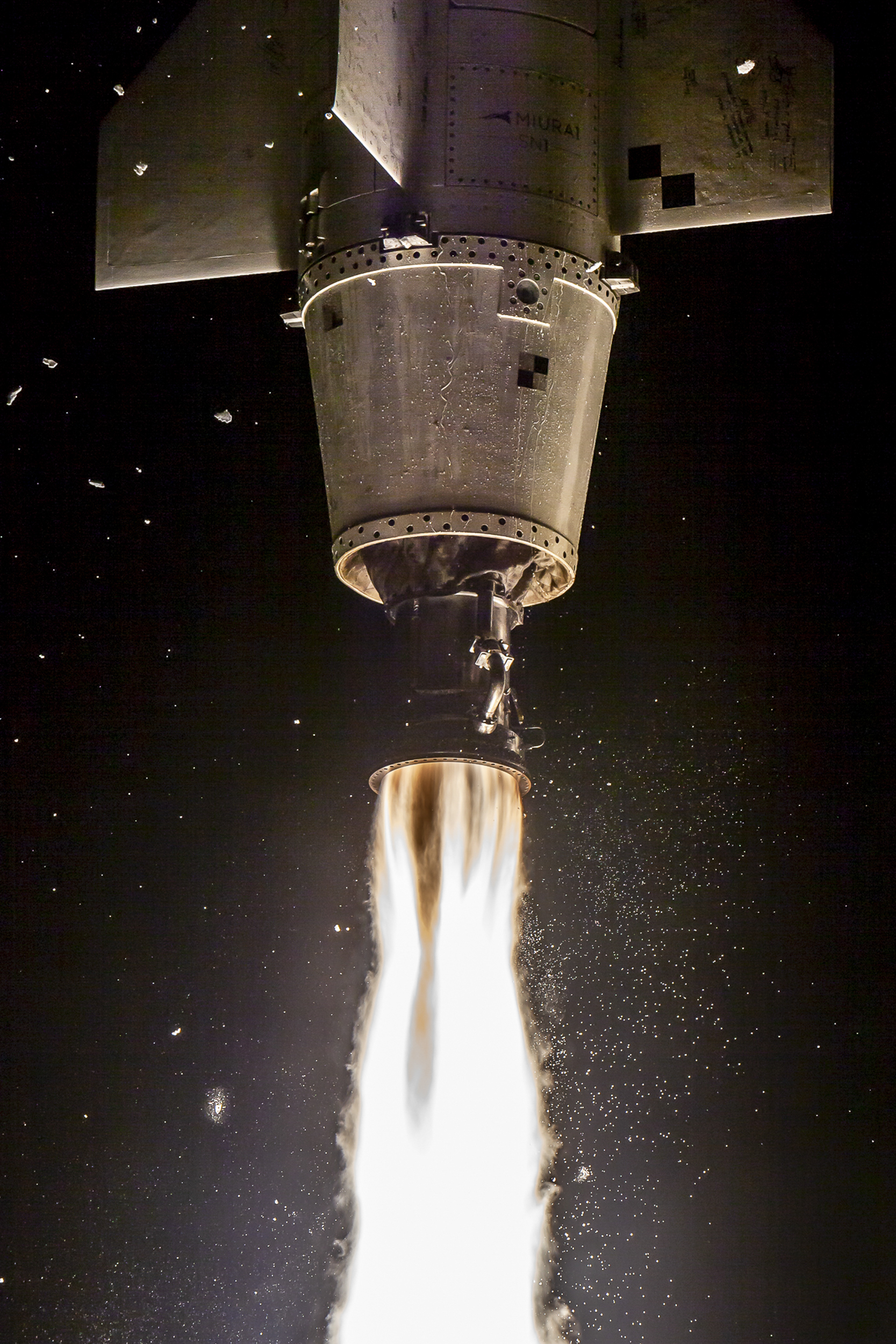
Moteur TEPREL-C lors du premier lancement de MIURA 1.

TEPREL-C est une version de vol du moteur TEPREL destinée au lanceur Miura 5. Initialement, il était prévu qu'il produise 105,5 kN de poussée au niveau de la mer. Plus tard, la poussée prévue a été augmentée à 190 kN.

### TEPREL-C vacuum
TEPREL-C vacuum est la version du TEPREL-C adaptée au vide, et réallumable en apesanteur. Il fournit 45 kN de poussée.

## Lanceurs

### Miura 1

#### Conception
À l'origine, Miura 1 était une fusée de 2 étages d'une hauteur totale de 12 m avec une capacité de charge utile de 250 kg.
Dans sa version finale, Miura 1 est une fusée monoétage d'une hauteur de 12,7 m pour un diamètre de 0,7 m et propulsée par le moteur TEPREL-B. Ce véhicule peut envoyer une charge utile de 200 kg sur une trajectoire suborbitale. Pour la première mission, la fusée embarquera 100 kg de charge utile à un apogée de 150 km. De plus, Miura 1 est équipée d'un système de récupération qui permettra à PLD Space de réutiliser totalement le véhicule. Ainsi, Miura 1 sera le premier véhicule spatial réutilisable d'Europe. Miura 1 est destinée à être utilisée pour la recherche scientifique et le développement technologique en microgravité et en haute atmosphère. De plus, près de 70% de la technologie développée sur Miura 1 est conçue pour être utilisée sur le microlanceur Miura 5.

#### Dates de vol
Le premier vol de Miura 1 a lieu le 7 octobre 2023 depuis le Centre d'experimentation de El Arenosillo dans la province de Huelva en Andalousie.

### Miura 5

#### Conception
Miura 5 est un lanceur de 20,7 mètres de long composé de trois étages. Le lanceur pourra insérer 150 kg de charge utile à 400 km en orbite basse. Tous les étages seront propulsés par des moteurs à propulsion liquide et sont conçus pour réutiliser le maximum de technologie développée sur Miura 1. Le premier étage est prévu VTVL « Vertical Take-off, Vertical Landing » soit à décollage et atterrissage vertical et capable d'être réutilisé plusieurs fois.

#### Dates de vol
Le premier vol de test de Miura 5 est prévu pour la fin de l'année 2024 avec un second vol d'essai et deux vols commerciaux avant la fin de 2026. La société espère effectuer 6 lancements annuels d'ici 2027 avec son lanceur orbital.

### Miura Next
En octobre 2024, une nouvelle gamme de lanceur décliné en trois versions est annoncée : Mirua Next, Miura Next Heavy et Miura Next Super Heavy. Ces lanceurs utilisent tous le même premier étage de base mais avec respectivement 0, 2 ou 4 propulseurs d'appoints utilisant ce même premier étage monté en parallèle (configuration de la Delta IV Heavy et de la Falcon Heavy) et sont partiellement réutilisables (récupération du premier étage et des propulseurs d'appoints). Ils sont capables de lancer respectivement 15 580 kg, 36 000 kg et 53 000 kg en orbite terrestre basse en version non-récupérable ou respectivement 6,4 tonnes (retour au site) / 10,2 tonnes (barge), 19,5 tonnes (étage central sacrifié) et 16 tonnes (tous les étages récupérés) en version réutilisable. Cette nouvelle gamme de lanceur est prévue pour décoller la première fois à l'horizon 2030.

## Capsule habitée
En octobre 2024, PLD Space annonce développer une capsule habitée dont le nom de projet est Lince (« Lynx ») capable d'emporter 4 à 5 astronautes ou 3,4 tonnes de fret vers l'ISS ou une destination sur une orbite similaire.